# Bill Miller
William M. Miller (5 de junio de 1927 – 24 de marzo de 1997) fue un luchador profesional estadounidense más conocido por su nombre en el ring Dr. Bill Miller. Trabajó para diversas promociones de lucha libre profesional incluyendo World Wide Wrestling Federation y American Wrestling Association.
Entre sus logros destaca haber conseguido 1 vez el Campeonato Mundial de la AWA, 3 veces el Campeonato Mundial Peso Pesado de Omaha, y 1 vez el Campeonato peso pesado estadounidense de la AWA. Dentro de la World Wide Wrestling Federation consiguió el Campeonato de los Estados Unidos en Parejas de la WWWF.

## Vida personal
Nació el 5 de junio de 1927. Es hermano del también luchador Dan Miller. Estudió veterinaria en la Universidad Estatal de Ohio en donde destacó en lucha, fútbol y carrera. En 1997, fue inducido al Ohio State University Athletic Hall of Fame.
El 24 de marzo de 1997, Miller murió luego de sufrir un ataque cardiaco al salir del gimnasio.

## Carrera
Comenzó su carrera como luchador profesional en Colombus, Ohio, en la promoción perteneciente a Al Haft. Como había terminado su carrera de veterinario, de ahí el nombre de Dr. Bill Miller. Luchó bajo el nombre de “Mr. M” en el territorio de Minneapolis, Minnesota junto con Verne Gagne en los primeros años de la década de 1960. Más tarde trabajó junto con The Sheik en el territorio de Detroit y Con Dick The Bruiser en el Territorio de Chicago.
A mitad de la década de 1960, logró ser retador número 1 al campeonato mundial de Bruno Sammartino pero no logró convertirse en campeón.
En julio de 1965, consiguió el Campeonato en Parejas de los Estados Unidos de la WWWF junto con su hermano Dan Miller. Retuvieron títulos hasta febrero de 1966 cuando los perdieron ante Tony Parisi y Johnny Valentine.

## Campeonatos y logros
- American Wrestling Association
  - AWA United States Heavyweight Championship (1 vez).
  - AWA World Heavyweight Championship (1 Vez).
  - World Heavyweight Championship (Omaha version) (2 veces).
- International Pro Wrestling (Japan)
  - IWA World Heavyweight Championship (1 vez).
- Stampede Wrestling
  - Stampede Wrestling Hall of Fame
- World Championship Wrestling (Australia)
  - IWA World Tag Team Championship (1 vez) - con Killer Kowalski
  - WWA World Tag Team Championship (1 vez) - con Dick the Bruiser
- World Wide Wrestling Federation
  - WWWF United States Tag Team Championship (1 vez) - con Dan Miller